# Leonor Rodríguez
Leonor Del Pillar Rodríguez Manso (21 de outubro de 1991) é uma basquetebolista profissional espanhola, medalhista olímpica.

## Carreira
Leonor Rodríguez integrou q Seleção Espanhola de Basquetebol Feminino, na Rio 2016, conquistando a medalha de prata.